# Галицкий, Семён Георгиевич
Семён Гео́ргиевич Га́лицкий (укр. Семен Георгійович Галицький; он же — Альфре́д Ве́длинг; 3 (15) февраля 1891, Новая Жучка, Герцогство Буковина — 28 ноября 1954, Агул, Красноярский край) — украинский политический деятель, журналист.
Из семьи сапожника, окончил 2-ю государственную императорско-королевскую гимназию в Черновцах. Во время учёбы увлёкся идеями социализма, вступил в Буковинскую радикальную партию. В годы Первой мировой войны служил в Австро-венгерской армии, дослужился до поручика, затем перешёл в Украинскую Галицкую армию, командовал батареей гаубиц. В 1920 году перешёл на сторону красных, и как член Галицкого революционного комитета, занимался установлением советской власти на Западной Украине. После провала перебрался в Буковину, затем в Чехословакию, где окончил Украинский свободный университет и вступил в Коммунистическую партию Западной Украины. Вернувшись на родину, был секретарём Центрального комитета Коммунистической партии Буковины (1926—1927), секретарём Буковинского краевого комитета Румынской коммунистической партии (1927—1931). Вёл активную борьбу против румынской власти, агитировал за украинизацию, создание украинских школ, воссоединение с советской Украиной, за что подвергался политическим преследованиям неоднократно заключался в тюрьму. Находясь в подполье, из-за угрозы жизни уехал в Москву, где стал членом Центрального комитета и представитель РКП при Коминтерне (1931—1936). В 1936 году арестован органами НКВД и репрессирован, приговорён к пяти годам лагерей. В 1946 году осуждён повторно на четыре года лагерей. Отбыв срок, отправлен в психбольницу в Красноярском крае, где и скончался в 1954 году в возрасте 63 лет.

## Биография

### Молодые годы
Семён Георгиевич Галицкий родился 3 (15) февраля 1891 года в селе Новая Жучка под Черновцами.

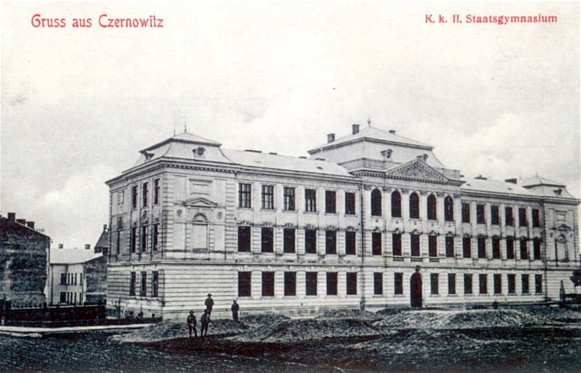
Черновицкая гимназия, нач. XX в.

По национальности — украинец. Был старшим в семье, в которой кроме него было ещё шестеро детей — три сына и три дочери. По некоторым данным, является братом А. Г. Галицкой, видной активистки ОУН. Отец работал сельским сапожником, ежедневным тяжёлым трудом содержал многочисленное потомство, однако смог дать сыну среднее образование. После окончания сельской начальной школы, в 1902 году Галицкий поступил во 2-ю государственную императорско-королевскую гимназию в Черновцах, которую окончил в 1911 году.
Во время учёбы Галицкий увлёкся произведениями М. П. Драгоманова, И. Я. Франко, Т. Г. Шевченко, Чернышевского, К. Маркса и Г. Гегеля. Там он проникся революционными идеями и вступил в Буковинскую радикальную партию, образованную в 1906 году на принципах социализма и состоявшую преимущественно из молодых представителей интеллигенции и учителей, вышедших из села. Касательно национального вопроса, партия выступала за свободное самоуправление народов Австро-Венгрии и в пользу создания отдельного государственного образования из украинских областей Галиции и Буковины. Не поддерживая отделение этих частей от империи, радикалы вели широкую пропаганду освобождения народов от гнёта монархии, что по всей вероятности, и привлекло Галицкого в партию.

### Служба в армии, гражданская война
Начало мировой войны Галицкий встретил в рядах Австро-венгерской армии, где служил обер-лейтенантом артиллерийских частей, а также некоторое время был адъютантом Вильгельма Габсбурга. После распада Австро-Венгрии, в октябре 1918 года в чине поручика поступил на службу в Украинскую Галицкую армию, которая в то время вела бои против польских войск, а затем и против красных. Не считая нужным продолжать борьбу против братьев-украинцев, служивших в Красной армии, в начале 1920 года отдельные бригады Галицкой армии, состоявшие из буковинцев, перешли на сторону красных. В их числе оказался и Галицкий, бывший тогда командиром батареи гаубиц 1-й бригады УГА.
После недолгого прохождения этапа фильтрации в Одессе, в апреле-мае 1920 года он отбыл в Харьков — в распоряжение Галицкого организационного комитета под руководством Ф. Я. Кона. В это время Галицкий вступил в группу сочувствующих КП(б)У, стал сотрудником Галицкого революционного комитета под председательством В. П. Затонского, а затем направлен в Галицию, где занимался установлением и укреплением советской власти в городах и сёлах Западной Украины. В сентябре 1920 года галицкая компартия была временно распущена, а польские войска перешли в наступление. Оказавшись не у дел, Галицкий перебрался на Буковину, оккупированную румынскими войсками.

### В Чехословакии
Пробыв некоторое время дома у родителей, осенью 1920 года он уехал в Чехословакию и поступил на юридический факультет Украинского свободного университета. По оценкам историков, эти годы были для Галицкого временем исканий и ломки убеждений, он, должно быть, решил выждать, чтобы правильно оценить обстановку и решить на чьей стороне будет находиться правда истории. В то время в Праге находилось большое число украинцев — выходцев из Галиции и Буковины, которые группировались вокруг тех или иных политических и культурно-просветительских обществ. В частности, в декабре 1920 года Галицкий стал членом украинской академической (университетской) группы. После начала голода в Украине, Галицкий присоединился к оказанию помощи бедствующим и в августе 1922 года стал членом исполнительного органа Украинского комитета по сбору средств и пожертвований для голодающих в Советской Украине, основанного в Праге по инициативе украинских студентов. Согласно отчёту комитета, для помощи голодающим было собрано более 68 тысяч чешских крон и 45 долларов. Последние были потрачены на продукты, ушедшие по адресу Академии наук Украины, а на остальные средства закуплены продукты и лекарства, направленные голодающим Запорожской губернии, а также детям-сиротам галицийских беженцев и ряду украинских культурных деятелей.
В 1922—1923 годах Галицкий был главой украинской студенческой организации «Центральная помощь украинскому студенчеству» в Праге, а в 1924 году проработал четыре месяца в издательстве при Украинском свободном университете. Годы пребывания в столице Чехословакии в целом можно охарактеризовать как время дальнейшего формирования мировоззрения Галицкого как коммуниста. Он близко знакомится с известным членом КПЗУ Ф. В. Беем-Орловским, который также входил в украинскую академическую общину. Будучи членом коммунистического кружка, в конце 1925 года Галицкий вступает в члены пражской группы КПЗУ. Весной 1926 года Бей-Орловский связывает Галицкого с представительством Румынской коммунистической партии в Вене. Там ещё в начале 1925 года был учреждён буковинский комитет, посредством которого КПЗУ наладила связь с компартией Буковины, почти что пришедшей в упадок после ареста в 1922 году С. И. Канюка и руководящих работников. По прибытии в Вену, Галицкий вступает в РКП, получает деньги и паспорт, а в конце апреля 1926 года по поручению Балканской федерации Коминтерна отправился для партийной работы на Буковину, где налаживает связи с ЦК КПБ под руководством В. В. Гаврилюка.

### Революционно-коммунистическая работа на румынской Буковине

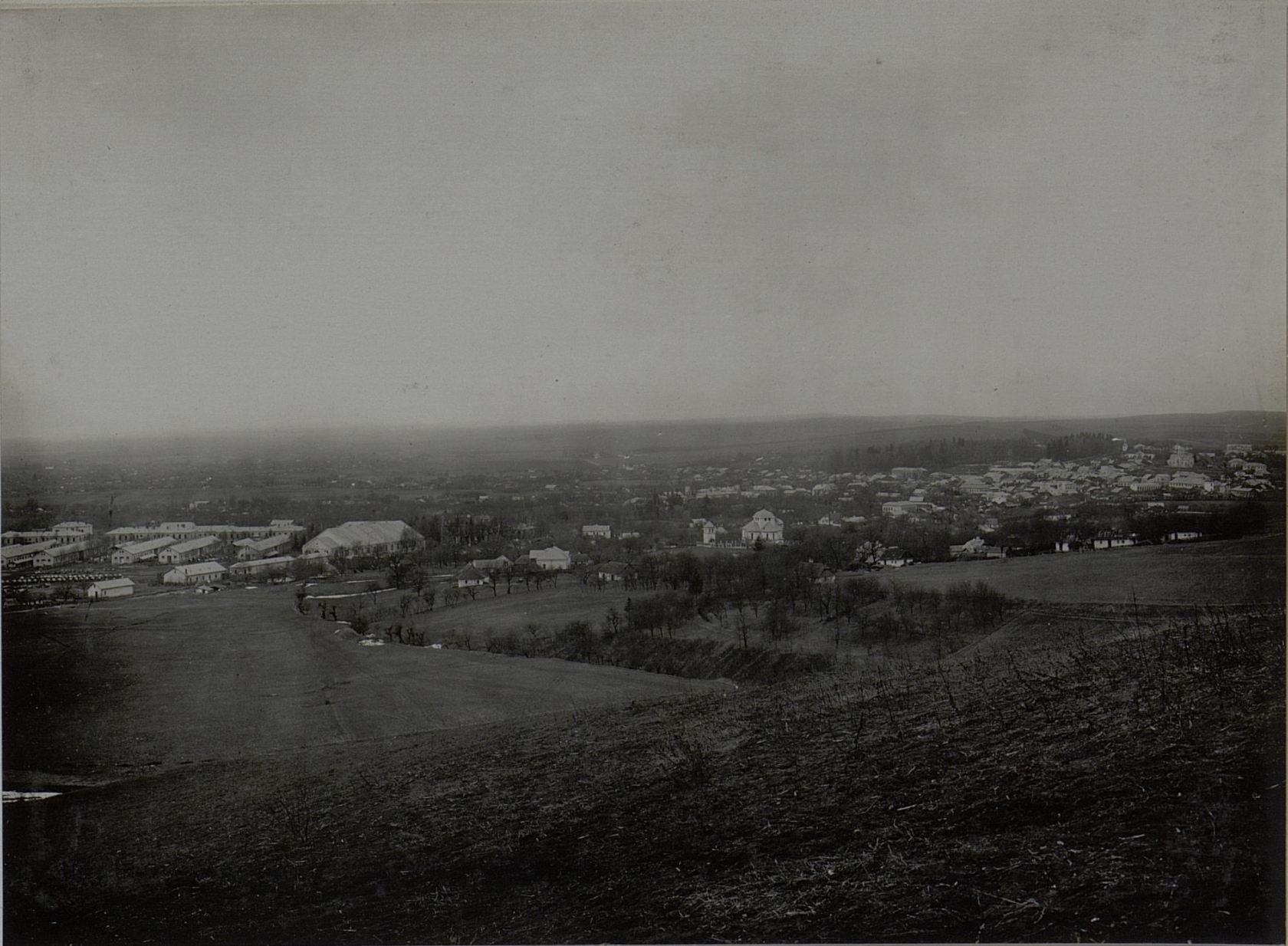
Виды Садгоры, нач. XX в.

Некоторое время Галицкий жил в Садгоре, где был служащим. Чтобы легализовать свою политическую деятельность, он вступает в Украинскую социал-демократическую партию под руководством В. Т. Руснака, он неофициально входит в состав редакции газеты «Боротьба», работает заместителем редактора И. Д. Стасюка, став с ним большими друзьями. В этот период Галицкий активно участвовал в развёртывании революционного движения на Буковине, в создании подпольных коммунистических ячеек в массовых рабочих организациях, в профсоюзах и сёлах, в выполнении решений V конгресса Коминтерна о большевизации коммунистических партий. Большое внимание уделялось также подготовке пропагандистских кадров, для чего в Черновцах было создано бюро социалистической пропаганды, а также курсы агитаторов и пропагандистов. О такой деятельности в румынской тайной полиции «Сигуранца» узнали только летом 1927 года, когда было установлено, что слушателями этих курсов о социализме в подавляющем большинстве являлись молодые люди, члены культурно-спортивного общества «Воля». Согласно докладам особого отдела полиции, Руснак, Стасюк и Галицкий «учат крестьян, как проводить пропаганду в селах, населённых украинцами на севере и юге Буковины, дают им брошюры и газеты, которые агитаторы, в свою очередь, раздают крестьянам», их «комитет занимается также подготовкой пропагандистов-агитаторов для окрестностей города Черновцы», они «используют каждое событие для натравливания населения против деятелей государственной и местной власти», «развернув деятельность в полную силу». Также было установлено, что КПБ вела работу в массах под легальным прикрытием Украинской социал-демократической партии.
В этот период Галицкий активно работал в легальных организациях, участвовал в подготовке и проведении стачек и демонстраций, выступал на рабочих собраниях с обличительными речами, а в газете «Боротьба» — со статьями против румынской буржуазной олигархии и её порядков, против украинских и румынских политических партий, вставших на путь служения королевской власти. Особое внимание уделялось противостоянию румынизации, борьбе за школу с украинским языком преподавания. Так, в 1926 году на собрании в «Рабочем доме» по предложению Стасюка и Галицкого было принято требование в адрес румынского правительства возобновить обучение на украинском языке во всех начальных школах и гимназиях, где таковое было до распада Австро-Венгрии, учредить новые школы и заложить украинский университет в Черновцах, где также восстановить кафедру украинского языка и литературы и создать кафедру истории Украины, вернуть украинский язык в сферу профессионального образования и восстановить всех учителей-украинцев на работе в румынских учебных заведениях. Призывая буковинцев к борьбе за своё социальное и национальное освобождение, а также к воссоединению с советской Украиной, коммунисты оказывали всё более ощутимое влияние на массы, что не осталось в стороне от внимания «Сигуранцы». В июле 1926 года полиция раскрыла конспиративную квартиру партии в Новых Мамаивцах, задержав ряд активистов, тогда как несколько других из опасения ареста покинули Буковину и эмигрировали в СССР. Ввиду этих потерь, в конце июля того же года на заседании в обществе «Воля» Галицкий был избран секретарём ЦК КПБ, партия не осталась без руководства, и продолжила свою деятельность.
Внимание «Сигуранцы» не ослабело, и 9 декабря 1926 года Галицкий со Стасюком были арестованы и посажены в тюрьму, где пробыли четыре месяца, когда шло следствие. В итоге следователям не удалось собрать серьёзных доказательств, и 12 апреля 1927 года они были отпущены временно на свободу, до суда, в связи с чем газетой «Боротьба» констатировалось, что «обвинения сигуранцев не имеют под собой никакого основания и остаются чистейшими, ничем недоказанными подозрениями». В мае 1927 года во исполнение постановления V конгресса Коминтерна об украинском вопросе, КПБ вошла в состав Румынской компартии на правах краевой организации, в связи с чем был образован Буковинский крайком РКП, где Галицкого избрали секретарем, а Стасюка — членом крайкома. Несмотря на полицейское сопротивление, компартия не прекратила своей деятельности, а лишь активизировала её. Так, Галицкий постоянно участвовал в рабочих собраниях, выступал с докладами и рефератами о международном и социально-политическом положении трудящихся, активно разъезжал по деревенских и сельским партийных ячейкам, проверяя то, как они ведут свою работу и соблюдают конспирацию.

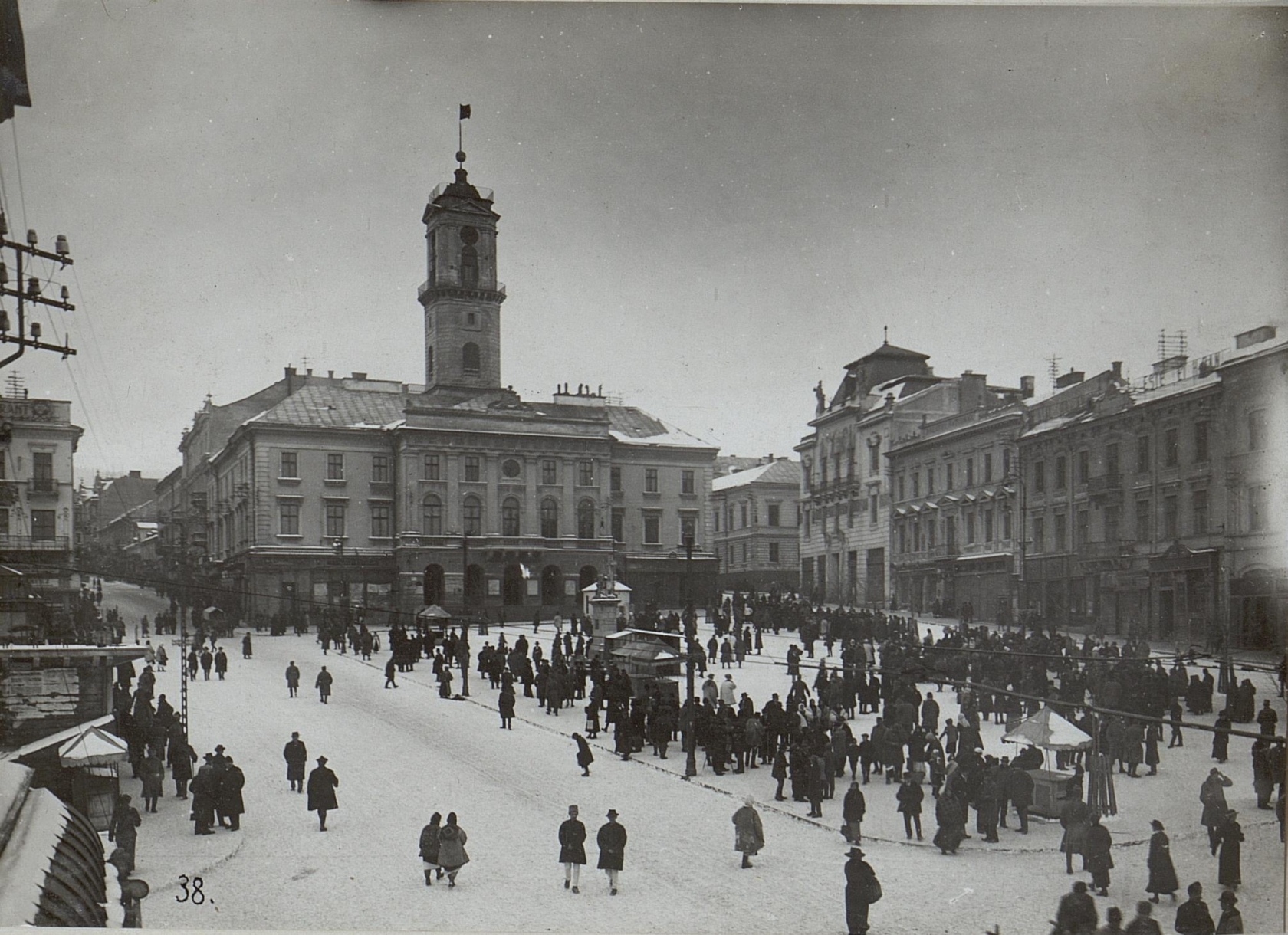
Виды Черновцов, нач. XX в.

Слежка за Галицким не ослабевала, и 17 ноября 1927 года он со Стасюком попал под военный суд за нарушения закона об охране общественного спокойствия, за выступления на собраниях, за статьи в газете «Боротьба», за её тайное распространение, а также календаря на 1927 год и книги «Дядько Дмитро» В. К. Винниченко, что по обвинению следствия привело к росту голосов за социалистов на парламентских выборах, симпатиям к Советскому Союзу и стремлениям к национально-большевистскому ирредентизму. Сам Галицкий на суде говорил, что не знает румынского языка и плохо понимает сущность обвинений, однако отмечал, что полиция конфисковала только часть тиража календаря, искомая книга находится в университетской библиотеке в Черновцах, а газета не является запрещённой, что не может говорить об их противогосударственном содержании. В итоге, после двухдневного разбирательства военный суд присудил Галицкому и Стасюку по 2 тысячи леев штрафа каждому.
Преследования со стороны румынских властей только усиливали настроения Галицкого. Так, на собрании 5 февраля 1928 года в большом зале «Рабочего дома» под лозунгами «Вся власть работающим!» и «Долой олигархические порядки!» он выступил с речью, в которой осветил политическое положение трудящихся Румынии, призвав собравшихся общими силами вместе с рабочим классом и крестьянством под партийным руководством свергнуть власть буржуазии и установить свою рабоче-крестьянскую власть. Такой радикализм Галицкого не устраивал лидеров социал-демократической партии, что 23 ноября 1928 года на краевой конференции вылилось в открытый конфликт и раскол по вопросу о блоке с царанистами на будущих парламентских выборах. В итоге, ряд социал-демократов, несогласные с буржуазной направленностью руководства, вышли из партии и 17 февраля 1929 года образовали свою — Партию украинских работающих Румынии «Визволення», секретарём которой стал Стасюк. Не входя в состав нового ЦК, Галицкий фактически руководил проведением учредительной конференции, налаживал её связь с массами, занимался сбором средств и материалов для выпуска партийной газеты «Борець», а также участвовал в определении политической линии «Визволення», действовавшей под идеологическим и организационным управлением РКП. В связи с подготовкой к изданию газеты Галицкий выезжал во Львов, где обратился к руководству «Сель-Роба», от которого получил материальную помощь. Наконец, 31 марта 1929 года «Борець» вышел в свет, показав себя революционной газетой, с помощью которой буковинские коммунисты вели работу по пропагандированию трудящихся, в том числе в вопросе украинского воссоединения.
Полиция продолжала слежку за Галицким, в частности, в донесениях «Сигуранцы» отмечалось, что он «регулярно ездит в Прагу и обратно в Черновцы и Садгору, привозит с собой разные коммунистические манифесты, полученные в коммунистическом центре в Праге, в пригороде Козинаместы, где находится русское представительство», «имеет фальшивый российский паспорт и паспорта других стран, полученные в российском консульстве в Праге», в связи с чем «очень осторожен и раскрыть его деятельность можно только с помощью какого-то трюка». Тем временем, национал-царанистские власти продолжили ущемление прав рабочих и крестьян. 7 апреля 1929 года были расстреляны участники конгресса унитарных профсоюзов в Тимишоаре, собравшиеся на похороны рабочего, умершего от пыток в Жилаве. Затем, в той же Тимишоаре 60 рабочих и работниц были отданы в суд, 29 из них были осуждены на сроки от 21 года до нескольких месяцев тюрьмы, с 88 тысячами леев штрафа и лишением прав на три года. В этих условиях буковинские коммунисты стали готовиться к демонстрации, назначенной на 1 августа. Полиция активизировалась и 20 июля в квартире Галицкого был проведён обыск с изъятием коммунистической литературы. Днем ранее у одного из жителей Клокучки был найден мешок листовок, которые Галицкий приготовил для распространения в день демонстрации. Он был посажен в тюрьму, где объявил голодовку и через 21 день был выпущен на свободу. В назначенный день, 1 августа во многих румынских городах, в Бессарабии и на Буковине, прошли демонстрации — в Кишинёве её участники были расстреляны. Затем последовал расстрел рабочих в Бухаресте и, наконец, расстрел шахтёров в Лупени. С целью дать оценку этим событиям и провести дальнейшую линию борьбы, 24 декабря того же года собралась всебуковинская конференция профсоюзов. На следующий день власти арестовали 24 из 40 делегатов, в том числе и Галицкого, однако конференция продолжила работу и в тюрьме.
Пока делегаты находились в заключении, в марте 1930 года власти запретили партию «Визволення» и закрыли газету «Борець», а затем полицией был арестован и Стасюк, что фактически обезглавило коммунистическую организацию Буковины. С целью выхода из этого положения, Галицкий был фактически выкуплен из тюрьмы и по выходе на свободу продолжил руководить краевым комитетом КПР. Под его лидерством коммунисты добились подъёма революционной борьбы, так, в 1931 году прошла стачка черновицких текстильщиков, состоялись демонстрации в день Парижской коммуны, в Международный женский день, 1 мая, в Международный день молодёжи, в ходе которых имели место столкновения рабочих с полицией и войсками, а также вооружённые выступления крестьян с захватом помещичьей земли в ряде сёл. На парламентских выборах в том же году «Рабоче-крестьянский блок», в который входила партия «Визволення», получил в Черновицком округе второе место по числу голосов, на что румынские власти ответили политическим террором. По итогам выборам было арестовано около 200 человек крестьянского актива, все кандидаты в депутаты в избирательные комиссии от «Визволення», которые прошли через доносы, избиения и издевательства в тюрьмах. За Галицким также началась охота, полиция несколько раз совершала ночные рейды в дом его престарелой матери, издевалась над ней, требуя выдать местонахождение сына. Ничего не добившись, в конце концов «Сигуранца» объявила о награде в 10 тысяч леев «за голову» Галицкого.

### В СССР, репрессии, гибель
Учитывая сложные обстоятельства работы в Румынии, ЦК РКП в ноябре 1931 года отозвал Галицкого с должности секретаря Буковинского крайкома партии и послал его в Москву, где тот стал работать под псевдонимом «Альфред Веддинг». На V съезде Румынской компартии, прошедшем с 3 по 24 декабря 1931 года в Подмосковье, Галицкий как делегат от буковинских коммунистов был избран членом ЦК и членом Политбюро ЦК РКП. В 1931—1935 годах Веддинг-Галицкий был представителем РКП при Коминтерне, а в 1935—1936 годах — при федерации балканских компартий Коминтерна. Он специализировался на вопросах партийной работы в Румынии и особенно — в Молдове и на Буковине, акцентируя своё внимание на обеспечении местных коммунистов нужной литературой и печатными средствами, подготовке кадров, предоставлении мест в партшколах и организации курсов для пропагандистов, имея целью возродить деятельность партии «Визволення». В этот период Галицкий также усиленно изучал вопросы партийного строительства, усваивал теоретические знания и получал соответствующий опыт, активно участвуя в работе пленумов ЦК РКП. Летом 1935 года он в последний раз нелегально посетил Буковину и побывал в Черновцах, навестив родных, а также на месте ознакомился с состоянием партийной работы. По некоторым данным, он имел намерения договориться с руководством Украинской национальной партии во главе с В. С. Залозецким о ненападении и сотрудничестве в борьбе против румынских властей, но не нашёл у него понимания.

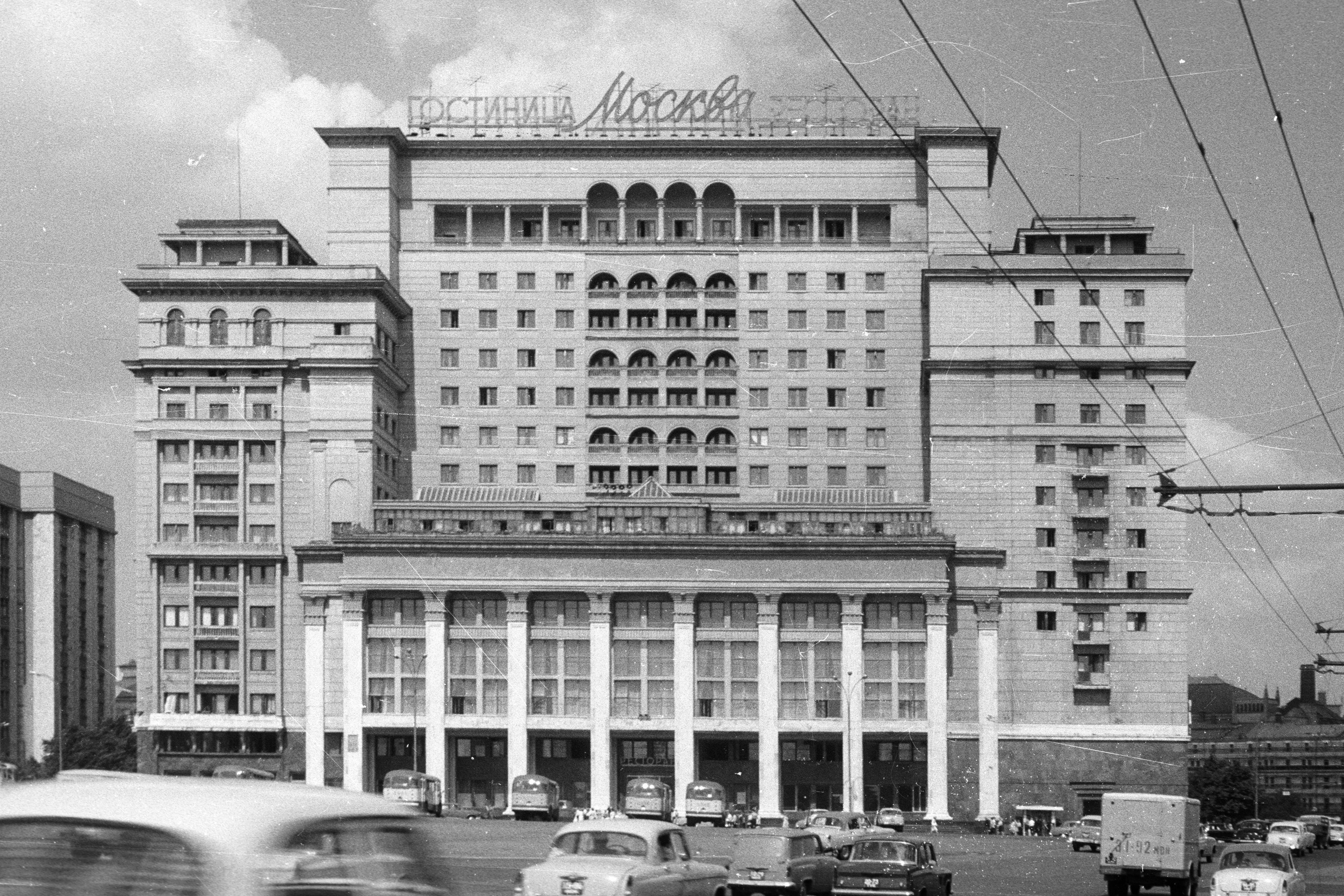
Гостиница «Москва» (позднее фото)

Как отмечалось в советское время, активная политическая деятельность Галицкого «оборвалась» в 1936 году. 2 февраля 1936 года Галицкий как «международный шпион» был арестован сотрудниками Главного управления государственной безопасности НКВД СССР в гостинице «Москва», где он проживал под именем Альфреда Веддинга. При обыске у него были изъяты записная книжка с фотографией неизвестной женщины, тёплые гетры к ботинкам, нательная и верхняя рубашки, зеркало, три пары носков, джемпер шерстяной, перчатки шерстяные, машинка для точения лезвий, восемь носовых платков, восемь воротничков для рубашки, один комплект застежёк, четыре шпильки, мыльница, помазок, безопасная бритва с лезвиями, карманный нож, зубная щетка, кусок мыла, жестяная мыльница с мылом. По оценкам историков, всё это свидетельствует о том, что Галицкого, как идейного коммуниста и человека, мало интересовали материальные блага, несмотря на заявления о его связях с иностранными разведками. С февраля по сентябрь 1936 года Галицкий был заключён в Бутырской тюрьме, где подвергался допросам, всячески отвергая выдвинутые против него обвинения, не подкреплявшиеся никакими вещественными доказательствами.
7 сентября 1936 года Галицкий был осуждён Особым совещанием при НКВД СССР к 5 годам исправительно-трудовых лагерей по 58-й статье Уголовного кодекса РСФСР («шпионаж в пользу иностранного государства»). В том же месяце он был этапирован во Владивосток, а оттуда на Колыму, где остался после отбытия срока и как вольнонаёмный работал учётчиком на золотодобывающем руднике «Гвардеец». В 1946 году на Галицкого по доносу было возбуждено ещё одно уголовное дело и 21 мая того же года Военным трибуналом войск МВД при Дальстрое он был приговорён к 4 годам лишения свободы и 3 годам лишения политических прав за «ведение антисоветской пропаганды». Отбыв срок, он не был в 1950 году выпущен на свободу, а отправлен в Тасеевский район Красноярского края, а затем — в особые лагеря МВД. В том же году он оказался в психоневрологическом интернате в селе Агул Ирбейского района, откуда прислал в Садгору прощальное письмо, последнее перед тем, как был фактически затерроризирован морально и физически.
Семён Георгиевич Галицкий скончался 28 ноября 1954 года в Агульской психбольнице, после 9 лет лагерей. 23 ноября 1964 года Военный трибунал Московского военного округа отменил постановление Особого совещания НКВД СССР от 7 сентября 1936 года и прекратил дело в отношении Галицкого за отсутствием состава преступления.

## Память
Как указывали современники, соратники Галицкого по подполью и по партии, он был проницательным и дальновидным политиком, хорошо ориентировавшимся в обстановке, умевшим чётко определить направление борьбы в конкретный момент, организовать людей и повести их за собой. По оценкам историков, Галицкий занимает видное место среди деятелей подпольного коммунистического движения на Буковине в 1918—1940 годах, возглавляя на протяжении более пяти лет краевую партийную организацию в условиях полицейского террора и жёсткой конспирации, а коммунистическое движение под его руководством достигло значительного авторитета и влияния в массах. Будучи профессиональным революционером, Галицкий посвятил всю свою жизнь избавлению трудящихся от социального и национального гнёта, искренне веря в коммунистические идеалы, однако вера в них была поколеблена, когда он стал очевидцем голодомора 1933 года в Украине и советских репрессий, жертвой которых стал в конце концов и сам.
То, за что он боролся, свершилось 28 июня 1940 года. Родная ему Буковина стала областью Украинской ССР. Я пишу эти строки и думаю о том, что некоторые могут меня попрекнуть, стоит ли вспоминать бывших коммунистов. Они ведь натворили столько зла. Мол, а – уничтожили! Туда им и дорога! Так им и нужно! За что боролись, на то и напоролись! Но ведь таких жертв были миллионы! Это были честные люди, которые желали добра своему народу, хотели создать ему лучшие условия для жизни. Они любили свой народ! Именно за эту любовь и были уничтожены.историк Иван Фостий, 2006 год.
Политическая деятельность Галицкого освещалась в советской исторической литературе, но в значительной степени однобоко и неполно в силу цензурных ограничений, однако затем возобладала более правдивая точка зрения. Память Галицкого была достойно увековечена: решением Черновицкого облисполкома от 18 сентября 1985 года на улице Семёна Галицкого в Садгоре, напротив дома где он жил, был установлен памятник (скульптор — Н. М. Лисаковский). В 2015 году улицу переименовали в честь Даниила Галицкого, однако многие не обратили на это внимания, так как изменилась только одна буква. В 2022 году был демонтирован и памятник.